# Festival of Britain

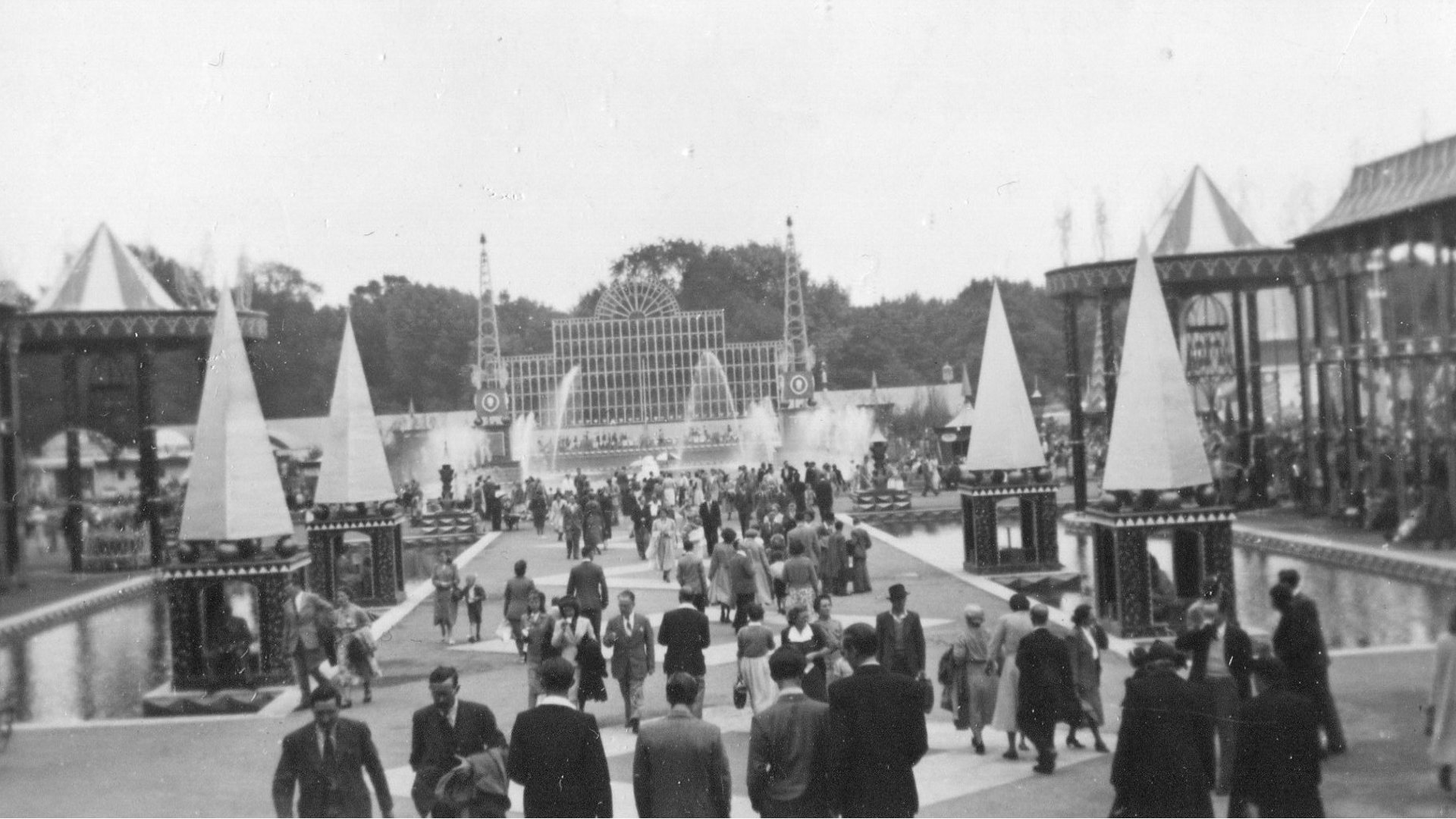
Bijeenkomst tijdens het Festival of Britain

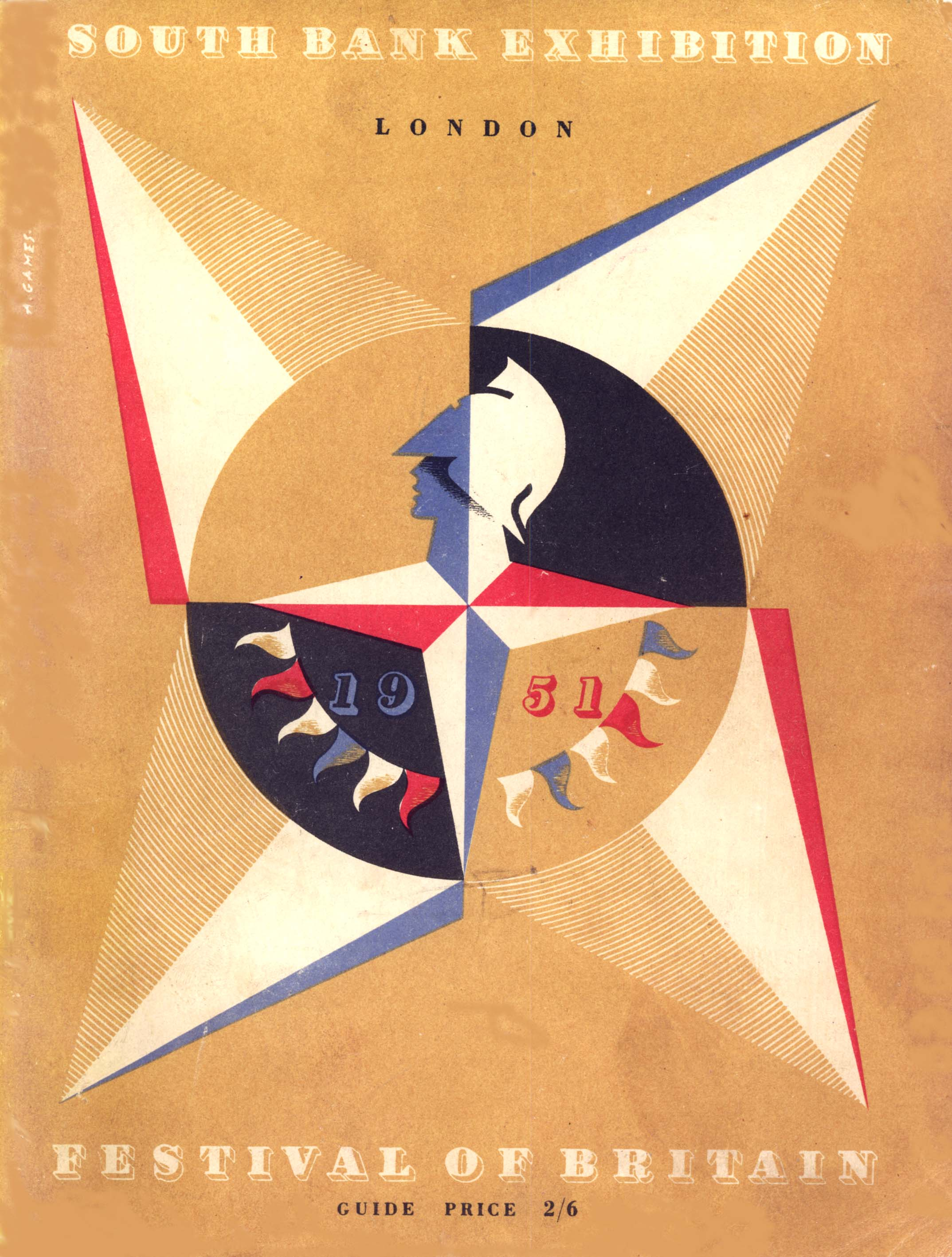
Poster voor het Festival of Britain

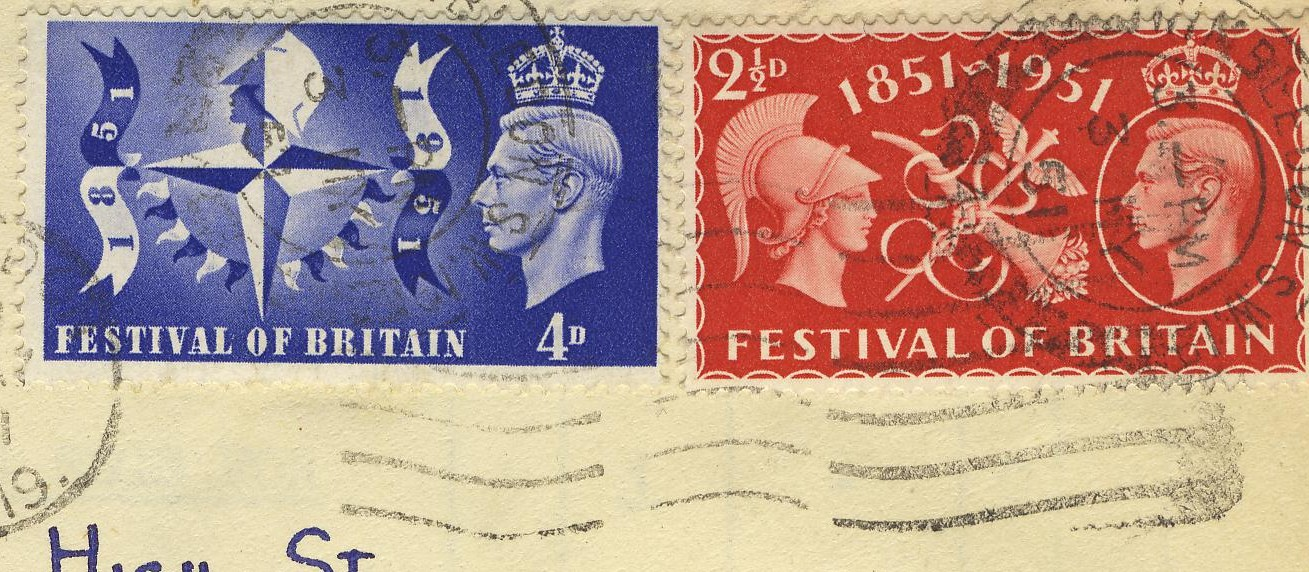
Postzegels uitgegeven voor het Festival of Britain

Het Festival of Britain was een nationale tentoonstelling die in Londen en door heel het Verenigd Koninkrijk gehouden werd in mei 1951. De belangrijkste locatie was op de zuidelijke oever van de Theems, vlak bij Waterloo Station, maar  er waren ook andere locaties, zoals Poplar in Londen, Oost-Londen (architectuur), South Kensington (wetenschap), Glasgow (industrie), evenals rondtrekkende voorstellingen die door het hele land reisden. Op dat moment, vlak na het einde van de Tweede Wereldoorlog, lag Londen nog grotendeels plat en er bestond een grote behoefte aan wederopbouw. Het festival was een poging om de Britten nieuwe moed te geven en tegelijk zorg te dagen voor een betere kwaliteit van de ontwerpen bij de wederopbouw van steden. Het festival was tegelijk een herdenking van de wereldtentoonstelling die daar in 1851 gehouden was. Het initiatief kwam van Herbert Morrison, politicus bij de Britse Labour party (socialistische partij).

## Gebouwen
De aanleg van de locatie op de zuidoever van de Theems betekende ook de aanleg van een heel nieuw recreatiegebied waar daarvoor slechts pakhuizen stonden. Er was echter ook tegenstand van mensen die dachten dat de kosten van de bouw, omgerekend zo'n 12 miljoen euro, beter uitgegeven hadden kunnen worden aan huisvesting. 
In 1948 kreeg de jonge architect Hugh Casson, 38 jaar oud, de leiding over de architectuur. Hij wees andere jonge architecten aan om de gebouwen te ontwerpen. In 1952 werd hij geridderd voor zijn inspanningen voor het festival. 
Het grootste deel van de gebouwen op de zuidoever werd ontworpen in de internationale modernistische stijl, die tot daarvoor in Groot-Brittannië weinig aanzien genoot. 
Onder de nieuwe gebouwen waren het 
- Dome of Discovery, die misschien misschien later inspiratie is geweest voor het ontwerp van de Millennium Dome
- de Skylontoren, een ongebruikelijke sigaarvormige toren van staal, die bijeengehouden werd door stalen kabels
- het Lion and the Unicorn paviljoen, dat de geschiedenis van de Britse natie vierde
- de Guinness Festival Clock

Ook was er een muurschildering van de Britse moderne kunstenaar John Tunnard te zien op de tentoonstelling. 
Alle festivalgebouwen, op de Royal Festival Hall na, werden later afgebroken en vervangen door andere gebouwen, die samen een kunstencomplex vormden, genaamd The South Bank. Een gebouw genaamd het Lansbury Estate, dat genoemd is naar George Lansbury, werd als onderdeel van het festival gebouwd en bestaat nog steeds. Ook werd tijdens het festival Parliament Square opnieuw ontworpen, en werden vergaande verbeteringen doorgevoerd in Battersea Park, een park van 0,83m² in Zuid-Londen.

## Trivia
Wanneer George Roper in de comedy-serie Man About the House (aflevering "Somebody Out There Likes Me!", november 1974) tegen zijn vrouw Mildred zegt dat hij haar recent nog mee uit genomen heeft, antwoordt Mildred: 'Ja, die laatste keer was meer dan twintig jaar geleden tijden het Festival of Britain!'. 